# Alessandro Barnabò
Alessandro Barnabò (Foligno, 2 marzo 1801 – Roma, 24 febbraio 1874) è stato un cardinale italiano.

## Biografia
Nacque a Foligno il 2 marzo 1801.
Fu prefetto della Congregazione de Propaganda Fide dal 1856 alla morte nel 1874.
Papa Pio IX lo elevò al rango di cardinale nel concistoro del 16 giugno 1856.
Morì il 24 febbraio 1874 all'età di 72 anni.